# Diaperia
Genre
Diaperia est un genre de plantes à fleurs de la famille des Asteraceae, comprenant trois espèces originaires d'Amérique du Nord.

## Taxonomie
Le genre est décrit par le naturaliste britannique Thomas Nuttall en 1841, pour l'espèce Diaperia prolifera, auparavant classée dans le genre Evax sous le nom Evax prolifera. Diaperia vient du grec diapero, à traverser, faisant allusion à un schéma de ramification pseudo-polytomique (« inflorescence proliférante ») de l'espèce type.
Selon Plants of the World online (POWO) (18 mars 2021), les genres suivants sont inclus dans le genre Diaperia et sont donc synonymes :
- Calymmandra Torr. & A.Gray
- Filaginopsis Torr. & A.Gray

## Liste des espèces
Le genre ne comprend que trois espèces,, :
- Diaperia candida (Torr. & A.Gray) Benth. & Hook.f.
- Diaperia prolifera (Nutt. ex DC.) Nutt.
- Diaperia verna (Raf.) Morefield

## Description

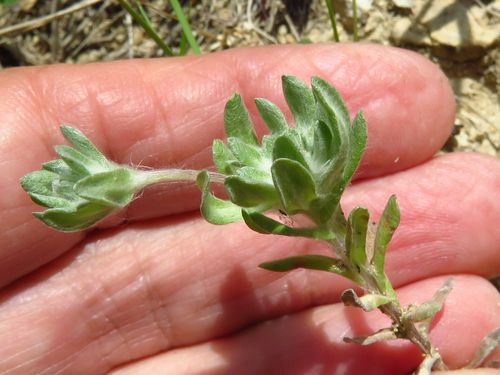
Diaperia prolifera.

### Appareil végétatif
Ce sont des plantes annuelles, de 3 à 25 cm. Les tiges sont uniques, érigées, ou au nombre de 2 à 10, ascendantes à plus ou moins prostrées. Les feuilles sont basales et caulinaires, alternes, aux limbes oblancéolés à obovales.

### Appareil reproducteur

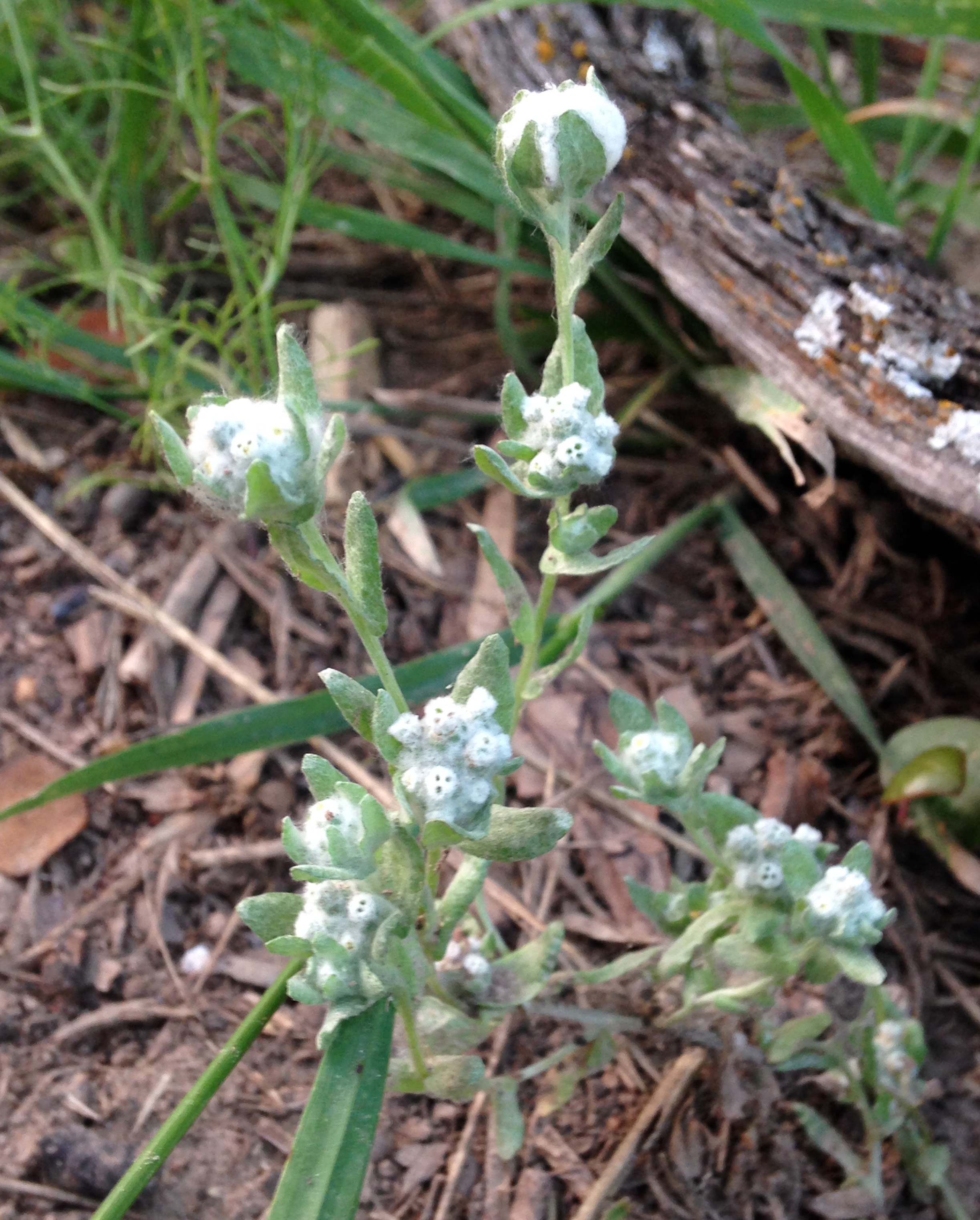
Diaperia verna.

Les capitules sont portés individuellement ou en glomérule par deux jusqu'à quarante en réseaux plus ou moins dichasiformes, pseudo-polyatomes, spiciformes ou racémiformes. Les involucres sont peu visibles. Les réceptacles sont pulvinés à coniques, d'une hauteur de 0,2–2,4 fois leur diamètre, glabres. Les fleurs sont pistillées à 13-35 ou plus. Les fleurons sont fonctionnellement staminés ou bisexués par 2 à 5 ; les lobes de la corolle, généralement par quatre, sont égaux ou inégaux. Les fruits sont des cypsèles marron clair à foncé, monomorphes : térébrés à obcompressés, plus ou moins obovoïdes, plus ou moins droits, non gibbeux, les faces glabres, finement papilleuses, ternes ou plus ou moins brillantes ; la corolle porte des cicatrices apicales.

### Confusions possibles
Le genre Diaperia semble être monophylétique, avec des ancêtres proches de Evax sect. Filaginoides du bassin méditerranéen et de l'Asie centrale, notamment Evax eriosphaera. Diapera se distingue d’Evax par des tiges bien développées, feuillues, généralement ramifiées, des sommets obtus, plus ou moins herbacés, uniformément poilus. Les espèces de Diaperia se distinguent nettement par la taille, la forme et la disposition des branches, des glomérules, des têtes et des feuilles capitulaires.

## Habitat et écologie

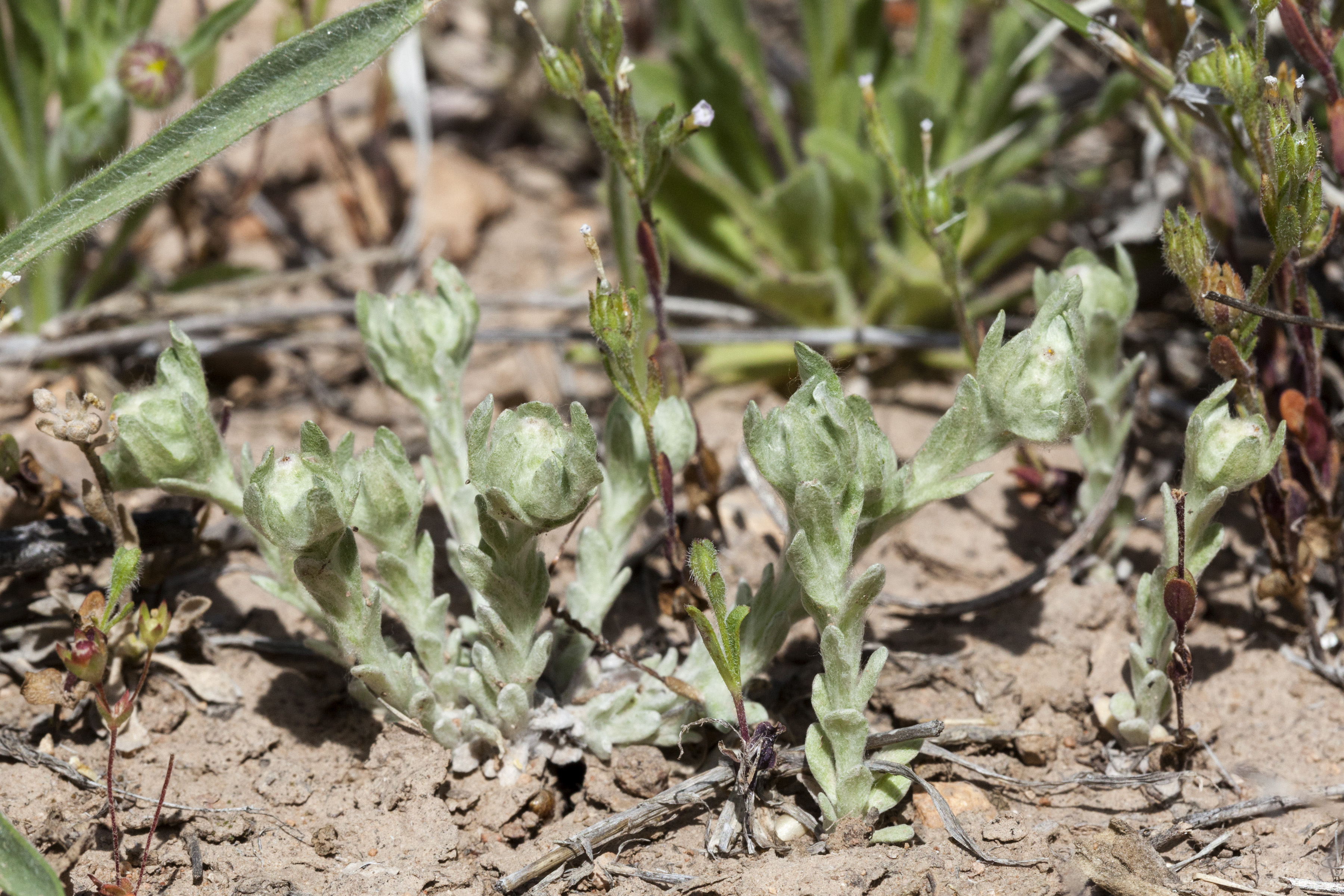
Diaperia verna var. verna.

Diaperia est présent dans les habitats ouverts, humides ou secs des climats humides à semi-arides, tempérés à subtropicaux. Bien qu'elles ne soient apparemment pas agressivement envahissantes dans leur aire de répartition d'origine, les espèces sont compétitives dans les habitats perturbés tels que les terrains vagues, champs en jachère, pelouses, cimetières et bords de route. Diaperia verna var. verna, en particulier, est largement considérée comme une mauvaise herbe ; les espèces sont potentiellement envahissantes.